# Министерство по делам вынужденно перемещённых с оккупированных территорий лиц, беженцев и расселению Грузии
Министерство по делам вынужденно перемещенных с оккупированных территорий лиц, беженцев и расселению осуществляет регулирование государственной политики в отношении беженцев и лиц, ищущих убежища, внутренне перемещенных лиц, репатриантов, пострадавших от стихийных бедствий, их размещение и миграционный контроль в стране.
Министерство в настоящее время возглавляет Созар Субари.

## Структура
Министерство возглавляет министр, опираясь на первого заместителя и трех заместителей министра. Министерство осуществляет надзор за деятельностью по разработке и реализации государственной политики в соответствии со статьей 1, пункта 17 Закона Грузии о «Структуре правительства, его администрации и правилах действий». Она состоит из четырёх глав, функционирующих в:
- Аджарии и Самегрело-Земо Сванети;
- Имеретии, Гурии, Рача-Лечхуми и Квемо Сванети
- Квемо Картли, Мцхета-Мтианети и Кахети
- Шида Картли и Самцхе-Джавахети[2]

По данным грузинских властей, в Грузии было около 251 000 вынужденных переселенцев из-за грузино-абхазского и грузино-осетинского конфликтов, число которых увеличилось почти на 26 тысяч из-за войны в Грузии 2008 года. 
Министерство оказалось в центре внимания СМИ, когда оно пыталось выселить 1500 вынужденных переселенцев из Тбилиси в сельские местности, предлагая $ 10000 или другое жилье взамен каждой семье, пострадавшей в результате конфликта.